# Francisco García Calderón
Francisco García Calderón Landa (Arequipa, 2 aprile 1834 – Lima, 21 settembre 1905) è stato un politico peruviano.

## Biografia
È stato Presidente del Perù dal 12 marzo al 28 settembre 1881.
Il padre fu arrestato dalle autorità cilene di occupazione e deportato in Cile nel 1881. Una volta liberato fu costretto ad emigrare con tutta la famiglia in Europa, in Francia, a Parigi.
Nel 1886 la famiglia ritornò in Perù.
Suo figlio, Ventura García Calderón (1886 – 1959), è stato uno scrittore e diplomatico peruviano, uno dei massimi esponenti della corrente letteraria modernista ispanoamericana.